# Percy Watson
Nick McNeil (Lawton, 19 de agosto de 1981) é um lutador de wrestling profissional estadunidense, mais conhecido como Percy Watson. Ele atualmente trabalha para a WWE, lutando no WWE NXT e no território de desenvolvimento Florida Championship Wrestling.

## Carreira no futebol americano universitário
Nick McNeil se formou na Western Carolina University com bacharelato em sistemas de computador. Ele participou três vezes da seleção da Conferência All-Southern. Como sophomore, ele liderou a Southern Conference em sacks com 10. McNeil jogou na National Football League pelos Green Bay Packers e Washington Redskins.

## Carreira no wrestling profissional

### World Wrestling Entertainment / WWE

#### Florida Championship Wrestling (2009–2010)
McNeil foi contratado pela World Wrestling Entertainment (WWE) em 2009 e começou a treinar no território de desenvolvimento Florida Championship Wrestling (FCW). Ele fez sua estreia na FCW em setembro de 2009 sob seu nome real, Nick McNeil, logo o mudando para Chris McNeil. Em 1 de outubro de 2009, ele passou a interpretar o personagem Percy Watson, formando uma dupla com Darren Young chamada South Beach Party Boys.

#### NXT (2010-2011)
Watson participou da segunda temporada do NXT com Montel Vontavious Porter (MVP) como seu mentor (WWE Pro). Watson estreou em 8 de junho de 2010, sob a alcunha de "Showtime", se aliando a MVP para derrotar Husky Harris e Cody Rhodes. Watson foi notado por ser divertido, enérgico e similar a Eddie Murphy. Como parte do personagem, Watson usaria grossos óculos vermelhos, por vezes usando-os ao lutar.
Na enquete no NXT de 29 de junho, Watson ficou na segunda colocação, atrás de Kaval. Em 6 de julho, Watson venceu o desafio Talk-the-Talk, sendo recompensado com um segmento de entrevistas na semana seguinte. No segmento, Watson tentou fazer com que os outros NXT Rookies atacassem MVP, que acabou salvo pelos outros WWE Pros. No NXT de 20 de julho, Watson se desculpou com MVP. Watson se tornou o primeiro Rookie a derrotar um Pro em 27 de julho, derrotando Zack Ryder. Watson foi eliminado da competição em 17 de agosto, sendo o quinto colocado.
Após o fim da segunda temporada, Watson competiu em diversas lutas não-televisionadas, enfrentando lutadores como Primo,  Tyson Kidd, Curt Hawkins, Chavo Guerrero, Tyler Reks e Drew McIntyre.

#### NXT Redemption (2011–presente)
Watson retornou no WWE Superstars de 8 de setembro, sem os óculos e menos espalhafatoso, se aliando a Titus O'Neil e sendo derrotado por Curt Hawkins e Tyler Reks. Ele estreou na quinta temporada do NXT não como um Rookie, mas como parceiro de O'Neil. Watson e O'Neil derrotariam duplas como Derrick Bateman e Tyson Kidd, e Bateman e JTG. Eles, no entanto, foram derrotados por Darren Young e JTG. Watson também competiria individualmente, contra Reks e Heath Slater, por exemplo.
Após O'Neil se tornar um vilão, ele exigiu que Watson fizesse o mesmo em 25 de janeiro de 2012. Quando Watson se recusou, O'Neil o atacou. Mais tarde, O'Neil derrotou Watson. Em 1 de março de 2012, Watson foi oficialmente transferido para o SmackDown. 10 dias depois, ele foi transferido de volta ao NXT.

## No wrestling
- Movimentos de finalização
  - Show´s Over (Float-over DDT)[10] – 2010–2011
  - Percycution (Fireman's carry flapjack)[28] – 2011–presente
  - Showtime Splash / The Heisman[29] (Standing 180° turning splash)[30] – 2010–2011; usado como movimento secundário em 2012–presente
- Movimentos secundários
  - Arm drag[31]
  - Corner splash[28][32]
  - Dropkick[30][32][33]
  - Enzuigiri[34]
  - European uppercut[32][33]
  - Facebreaker knee smash[33]
  - Leaping back elbow[35]
  - Leaping clothesline[30][32][33]
  - Leaping shoulder block[36][37]
  - Leg drop[32][38]
  - Leg Lariat[32]
  - Diversas variações de suplex
    - Belly to back[38]
    - Double underhook[32][38]
    - Northern Lights[28]
    - Overhead belly to belly[33][39]

  - Plancha[40]
  - Sidewalk slam[41]
  - Sliding clothesline[32][33]
- Com Titus O'Neil
  - back elbow duplo[31]
  - Shoulder block duplo[31]
  - Irish whip (O'Neil) em um shoulder block (Watson)[31]
- Alcunhas
  - "Showtime"[4][10]
  - "South Beach Party Boy"[4]

## Títulos e prêmios
- Pro Wrestling Illustrated
  - PWI o colocou na #238ª posição dos 500 melhores lutadores individuais em 2010[42]